# Philippe Candeloro
Philippe Candeloro (Courbevoie, 17 de fevereiro de 1972) é um ex-patinador artístico francês. Ele conquistou duas medalhas de bronze olímpicas em 1994 e 1998, e conquistou duas medalhas em campeonatos mundiais.

## Principais resultados
| Resultados                                                                             | Resultados    | Resultados        | Resultados       | Resultados        | Resultados       | Resultados        | Resultados        | Resultados        | Resultados       | Resultados        | Resultados    | Resultados    |
| Internacional                                                                          | Internacional | Internacional     | Internacional    | Internacional     | Internacional    | Internacional     | Internacional     | Internacional     | Internacional    | Internacional     | Internacional | Internacional |
| Evento/Temporada                                                                       | 1988– 1989    | 1989– 1990        | 1990– 1991       | 1991– 1992        | 1992– 1993       | 1993– 1994        | 1994– 1995        | 1995– 1996        | 1996– 1997       | 1997– 1998        |               |               |
| -------------------------------------------------------------------------------------- | ------------- | ----------------- | ---------------- | ----------------- | ---------------- | ----------------- | ----------------- | ----------------- | ---------------- | ----------------- | ------------- | ------------- |
| Jogos Olímpicos                                                                        |               |                   |                  |                   |                  | Medalha de bronze |                   |                   |                  | Medalha de bronze |               |               |
| Campeonato Mundial                                                                     |               | 14.º              |                  | 9.º               | 5.º              | Medalha de prata  | Medalha de bronze | 9.º               |                  |                   |               |               |
| Campeonato Europeu                                                                     |               | 8.º               | 5.º              |                   | Medalha de prata | 5.º               | 4.º               | 5.º               | Medalha de prata | 5.º               |               |               |
| GP Nations Cup                                                                         |               |                   |                  |                   |                  |                   |                   |                   |                  | 4.º               |               |               |
| GP NHK Trophy                                                                          |               |                   |                  |                   | Medalha de ouro  | Medalha de ouro   | Medalha de prata  | Medalha de bronze | 7.º              |                   |               |               |
| GP Trophée Lalique                                                                     |               | 7.º               | 5.º              |                   | 4.º              | Medalha de prata  | Medalha de ouro   |                   |                  | Medalha de prata  |               |               |
| Grand Prix St. Gervais                                                                 |               | Medalha de bronze |                  | Medalha de ouro   |                  |                   |                   |                   |                  |                   |               |               |
| Jogos da Boa Vontade                                                                   |               |                   |                  |                   |                  |                   | Medalha de bronze |                   |                  |                   |               |               |
| Piruetten                                                                              |               |                   |                  |                   |                  | Medalha de prata  |                   |                   |                  |                   |               |               |
| Skate America                                                                          |               |                   | 6.º              |                   | 5.º              | 5.º               | Medalha de prata  |                   |                  |                   |               |               |
| Internacional – Júnior                                                                 |               |                   |                  |                   |                  |                   |                   |                   |                  |                   |               |               |
| Campeonato Mundial Júnior                                                              |               | 4.º               | 5.º              |                   |                  |                   |                   |                   |                  |                   |               |               |
| Nacional                                                                               |               |                   |                  |                   |                  |                   |                   |                   |                  |                   |               |               |
| Campeonato Francês                                                                     | 4.º           | Medalha de prata  | Medalha de prata | Medalha de bronze | Medalha de prata | Medalha de ouro   | Medalha de ouro   | Medalha de ouro   | Medalha de ouro  | WD                |               |               |
|                                                                                        |               |                   |                  |                   |                  |                   |                   |                   |                  |                   |               |               |
| Legenda: GP = Grand Prix; WD = Abandonou; Competição não foi disputada nesta temporada |               |                   |                  |                   |                  |                   |                   |                   |                  |                   |               |               |